# Daniel Jay Rudolph
Daniel Jay Rudolph (Sheridan, Wyoming, 3 de outubro de 1949 – Fort Collins, 4 de fevereiro de 2010) foi um matemático estadunidense, que trabalhou com teoria ergódica.
Rudolphs estudou física a partir de 1968 no Instituto de Tecnologia da Califórnia Caltech, mudando então para a matemática, obtendo o grau de bacharel em 1972. Continuou seus estudos na Universidade Stanford, com um mestrado em 1973 e um doutorado em 1975, orientado por Donald Samuel Ornstein, com a tese Non-Bernoulli Behavior of the Roots of K-Automorphisms').
Foi palestrante convidado do Congresso Internacional de Matemáticos em Pequim (2002: Applications of orbit equivalence to actions of discrete amenable groups).

## Obras
Livros:
- Fundamentals of measurable dynamics: Ergodic theory on Lebesgue spaces, Clarendon Press 1991
- com Janet Whalen Kammeyer: Restricted orbit equivalence for actions of discrete amenable groups, Cambridge UP 2002

Artigos selecionados:
- Two nonisomorphic K-automorphisms with isomorphic squares, Israel Journal of Mathematics, Band 23, 1976, S. 274–287
- com Gideon Schwarz: On attaining đ-đ, Israel Journal of Mathematics, Volume 24, 1976, p. 185–190
- com Klaus Schmidt: Almost block independence and bernoullicity of d-actions by automorphisms of compact abelian groups, Inventiones Mathematicae, Volume 120, 1995, p. 455–488.
- Fully generic sequences and a multiple-term return-times theorem, Inventiones Mathematicae, Band 131, 1997, S. 199–228
- com Mrinal Kanti Roychowdhury: Any two irreducible Markov chains are finitarily orbit equivalent, Israel Journal of Mathematics, Volume 174, 2009, p. 349–368